# Bruce Schneier
Bruce Schneier (/ˈʃnaɪ.ər/ Nueva York, 15 de enero de 1963) es un criptógrafo, experto en seguridad informática y escritor. Es el autor de diversos libros de seguridad informática y criptografía, y es el fundador y oficial jefe tecnológico de Counterpane Internet Security.

## Estudios
Originariamente de Nueva York, Schneier vive actualmente en Mineápolis con su esposa Karen Cooper. Schneier tiene una licenciatura en ciencias de la computación de la American University y una diplomatura en Ciencias Físicas de la Universidad de Rochester y también en Tecsup. Antes trabajaba en el Departamento de Defensa de Estados Unidos y luego en los Laboratorios Bell. A Schneier se deben frases célebres de la seguridad informática como, "la seguridad no es un producto, es un proceso", y "la seguridad de la información es un asunto de personas, procesos y tecnología". Schneier ha sido también referido en la obra del famoso hacker Kevin Mitnick (alías el Cóndor) "El Arte del Engaño" quien ha utilizado ambas frases para enfatizar algunos aspectos de la protección de información, así como para reconocer las contribuciones de Schneier en este campo.
Scheneider en su libro Beyond Fear: Thinking Senssible About Security in an Uncertain World introdujo el concepto de teatro de seguridad para describir las medidas de seguridad destinadas a dar al público una impresión de seguridad sin mejorar realmente la seguridad real. Esta reflexión surgió como debate en torno a la seguridad aeroportuaria tras los atentados de las torres gemelas del 11 de septiembre de 2001.

## Criptografía
Schneier ha diseñado y codiseñado varios algoritmos criptográficos:
- Blowfish, algoritmo de cifrado simétrico por bloque.
- Twofish, algoritmo de cifrado simétrico por bloque. Fue candidato para ser el algoritmo Advanced Encryption Standard (AES).
- MacGuffin, algoritmo de cifrado simétrico por bloque.
- Yarrow y Fortuna, generadores criptográficos de números pseudo-aleatorios.
- Solitaire, algoritmo de cifrado para ser usado por gente que no puede tener acceso a ordenadores.

## Opinión sobre criptografía
El libro Criptografía aplicada de Schneier es una popular y respetada referencia de trabajo para la criptografía. Sin embargo, actualmente Schneier denuncia el temprano éxito de esta obra, a la cual critica que tenga visión simplista y matemática de lo que es inherentemente un problema de la gente.
Schneier opina que en Criptografía Aplicada tomaba como premisa que la tecnología y los algoritmos correctamente implementados pueden proporcionar seguridad y privacidad, a pesar del comportamiento de otros. Schneier ahora argumenta que las garantías matemáticas incontrovertibles (como por ejemplo, independientemente del comportamiento de los demás, mientras yo siga el protocolo, el protocolo garantizará mi seguridad) no cumplen del todo el objetivo.
Schneier pone como ejemplo en su libro Secrets and Lies (Secretos y mentiras), que un negocio que utilice el algoritmo de cifrado RSA para proteger sus datos sin considerar cómo las claves criptográficas son manejadas por sus empleados sobre ordenadores "complejos, inestables y con fallos", tiene fallos en la protección de sus datos. Schneier argumenta que una solución de seguridad actual que incluya tecnología, también debe tener en cuenta el hardware, el software, las redes de comunicación y a los usuarios, entre otros factores. Schneier describe cómo intentar implementar actualmente sistemas seguros en el libro Practical Cryptography (Criptografía práctica), obra escrita junto a Niels Ferguson.
Actualmente, Schneier escribe Crypto-Gram, un boletín de noticias en Internet sobre ordenadores y seguridad, así como un blog sobre seguridad. Schneier es frecuentemente consultado por la prensa sobre temas de informática y de seguridad, indicando fallos sobre seguridad y en implementaciones criptográficas, desde problemas con el reconocimiento biométrico hasta las medidas de seguridad tomadas después de los atentados del 11 de septiembre de 2001 en Estados Unidos.

## Curiosidades
- Bruce Schneier aparece nombrado en el best-seller El código Da Vinci de Dan Brown.
- Solitaire, un algoritmo criptográfico desarrollado por Schneier, es el algoritmo llamado Pontifex en la novela Criptonomicón de Neal Stephenson. Fue creado por Bruce Schneier para esta novela y para su aplicación se requiere únicamente de una baraja de cartas.
- Blowfish, un algoritmo criptográfico desarrollado por Schneier, es mencionado en la cuarta temporada de la serie televisiva 24.

## Publicaciones
- Schneier, Bruce. Applied Cryptography, John Wiley & Sons, 1994. ISBN 0-471-59756-2
- Schneier, Bruce. Protect Your Macintosh, Peachpit Press, 1994. ISBN 1-56609-101-2
- Schneier, Bruce. E-Mail Security, John Wiley & Sons, 1995. ISBN 0-471-05318-X
- Schneier, Bruce. Applied Cryptography, Second Edition, John Wiley & Sons, 1996. ISBN 0-471-11709-9
- Schneier, Bruce; Kelsey, John; Whiting, Doug; Wagner, David; Hall, Chris; Ferguson, Niels. The Twofish Encryption Algorithm, John Wiley & Sons, 1996. ISBN 0-471-35381-7
- Schneier, Bruce; Banisar, David. The Electronic Privacy Papers, John Wiley & Sons, 1997. ISBN 0-471-12297-1
- Schneier, Bruce. Secrets and Lies, John Wiley & Sons, 2000. ISBN 0-471-25311-1
- Schneier, Bruce. Beyond Fear: Thinking Sensibly about Security in an Uncertain World, Copernicus Books, 2003. ISBN 0-387-02620-7
- Ferguson, Niels; Schneier, Bruce. Practical Cryptography, John Wiley & Sons, 2003. ISBN 0-471-22357-3
- Schneier, Bruce. Liars & Outliers, John Wiley & Sons, 2012. ISBN 978-1118143308
- Schneier, Bruce. Data & Goliathː The Hidden Battles to Collect Your Data and Control Your World, W.W. Norton ,& Company 2014 ISBN 978-0393244816